# ابردین (میسیسیپی)
ابردین (به انگلیسی: Aberdeen) شهری در ایالت میسیسیپی کشور ایالات متحده آمریکا است که جمعیت آن در سرشماری سال ۲۰۱۰ میلادی، ۵٬۶۱۲ نفر بوده‌است.